# 八穀增十九
鹿豹座37，又名BD+58 897，HD 41597、SAO 25597、HR 2152，是鹿豹座的一颗恒星，视星等为5.36，位于銀經155.18，銀緯17.94，其B1900.0坐标为赤經6h 1m 9.6s，赤緯+58° 17.94′ 55″。